# Андрианенко, Василий Тарасович
Василий Тарасович Андрианенко (1902, село Каспля, Смоленская область — 1975) — советский военачальник, полковник, участник Гражданской и Великой Отечественной войн.

## Биография
1 января 1919 года вступил в ряды Рабоче-крестьянской Красной армии и участвовал в Гражданской войне.
С началом Великой Отечественной войны служил в составе войск НКВД по охране войскового тыла Северного и Ленинградского фронтов. Вместе с 5-м пограничным отрядом войск НКВД воевал на Карельском перешейке. Осенью 1941 года стал командиром 3-го стрелкового полка 1-й пограничной дивизии войск НКВД. Дивизия выполняла боевую задачу по обороне Мги и Шлиссельбурга. В сентябре 1941 дивизия держала оборону от площадки Теплобетон до Нового Кошкина. В то же время он занимал должность командира 7-го полка 20-й стрелковой дивизии войск НКВД.
С 1942—1944 годы он командовал 286-м стрелковым полком Внутренних войск НКВД, целью которого являлась охрана многозначащих объектов промышленности Ленинграда.

## Награды[1]
- Орден Ленина (10.12.1945);
- 2 Ордена Красного Знамени (26.08.1941; 15.01.1945);
- Орден Отечественной войны I степени (30.06.1945);
- Медаль «За оборону Ленинграда» (22.12.1942);
- Медаль «XX лет Рабоче-Крестьянской Красной Армии» (22.02.1938);
- Медаль «За победу над Германией в Великой Отечественной войне 1941—1945 гг.» (09.05.1945).